# Laive
Laive es una marca peruana de alimentos, destacándose sus productos lácteos. Sus accionistas principales son: Valores Agroindustriales S.A. (VALORAGRO 
S.A), Comercial Víctor Manuel S.A. (compañía domiciliada en Chile) y Fundación Cristina e Ismael Cobian E. con una participación accionaria de 37.5%, 37.7% y 5.5%, respectivamente.
Las principales categorías de productos que produce y comercializa la Compañía comprenden 
leches, bebidas lácteas, yogures, quesos, embutidos, untables, bebidas vegetales y bebidas frutadas, siendo sus principales marcas Laive, Watt’s, Suiza y Bazo Velarde. Estos productos se comercializan principalmente en Perú y en el extranjero.

## Historia

### Como productora de productos lácteos
Laive Ingahuasi es el nombre de una hacienda, ahora ganadera, formada a principios de siglo XX. Según el diario Correo estimó en los primeros años de producción 8 000 litros de leche y 3 000 kilogramos de lana prensada. Se ubica en Yanacancha, departamento de Junín. La empresa se formó en octubre de 1910 con la unión de otras haciendas de la zona entre los departamentos de Junín y Huancavelica.
En 1969 la Sociedad Ganadera del Centro centro su economía exclusivamente a los productos lácteos. Sin embargo, parte de sus haciendas fueron expropiadas por el Estado tras la reforma agraria.
En 1980 inauguran la planta de Arequipa y Tacna para la producción de estas ciudades. En 1994 se cambia la razón social a Laive S.A. En 1995 Santa Carolina adquiere parte de las acciones, tras el anuncio de cotización en la Bolsa de Valores de Lima. En 1997 Laive ingresa en el mercado de Leches ultra pasteurizadas, construyendo una planta en el distrito de Ate.
En 2012, Laive obtiene su certificación ISO 9001:2000 por Certificados del Perú. Para 2015 los productos lácteos consiguen exportarse a Estados Unidos y Ecuador. En mayo de 2018, Laive se posiciona en quinto lugar en la lista de productos de mayor preferencia por los peruanos por la consutora Kantar Worldpanel. En ese año, el gerente general de la compañía, Luis Ferrand, anunció su incursión al programa Qali Warma.

### Productora de otros derivados
En 1991, Laive adquiere Salchichería Suiza y comienza la producción de derivados cárnicos. En 2017, la empresa destinó 227 mil soles en la producción de embutidos. En 2015, Laive renovó la licencia de la marca Watt's para la comercialización de jugo de frutas.

## Composición y variantes
- Laive entera: Producto principal de Laive a base de leche de vaca. Contiene reguladores de acidez (E-339, E-452).[12]
- 0 Lactosa: Leche entera parcialmente descremada.[5][12]
- Laive Vitamizada: Leche entera con maltodextrina y grasa vegetal.[12]
- Laive Chocolatada: Leche entera con cacao de polvo, azúcar, estabilizantes (E-460, E-466, E-407), sal, saborizante (chocolate), fosfatos (E-339i, E-452i), citrato de sodio y esencia de vainilla.[12]
- Sbelt leche fresca: Leche descremada con vitaminas D y E.[12]
- Dentro de su portafolio de derivados lácteo también vende otros productos: Yogures, quesos, mantequilla.[5]
- Además tiene una línea de bebidas donde comercializa agua y jugos y la línea de embutidos Suiza.

## Valor corporativo de la empresa
Una publicación para la Bolsa de Valores de Lima, en 2013, anuncia que Laive tiene un patrimonio neto de 141 millones de soles.

## Controversias
- En 2017, Laive fue motivo de denuncias de salubilidad por las autoridades. La Digesa logró suspender la planta UHT en el distrito de Ate.[13]
- En 2018, tras el caso Pura Vida, Laive fue sancionado por mal uso del término leche en los productos "Evaporada Vitaminizada", "0 Lactosa" y "Light".[14]